# Équipe de France féminine de football aux Jeux Olympiques d'été de 2024
 (juin 2025).
L'équipe de France féminine de football participe aux Jeux olympiques d'été 2024 se tenant en France du 25 Juillet au 10 août 2024.

## Préparation de l'événement

### Contexte
L'équipe de France reste sur une nouvelle élimination en quarts de finale de la Coupe du monde 2023 aux tirs au but face au pays hôte australien (0-0).
À la suite de cela, elle entame une nouvelle compétition, la Ligue des Nations, au cours duquel elle finit première de sa poule devant la Norvège, l'Autriche et le Portugal et en étant la seule équipe invaincue du tournoi avec 5 victoires et 1 nul. Elle se qualifie pour la phase finale de la compétition et réussit à battre l'Allemagne à Lyon (2-1) et ainsi atteindre la première finale d'une compétition officielle de son histoire avant de s'incliner contre l'Espagne, championne du monde en titre, à Séville (2-0).

### Qualification
La France, en tant que pays hôte, est qualifiée d'office pour le tournoi.

### Préparation
Avant la compétition, les qualifications pour l'Euro 2025 se déroulant d'avril à juillet font également office de matchs de préparation[pas clair]. La France se retrouve dans un groupe relevé en compagnie de l'Angleterre, la Suède et l'Irlande. Elle parvient à finir première du groupe après 4 victoires dont une en Angleterre et une double victoire contre la Suède, et 2 défaites.
| 1re journée        | France    | 1 - 0   | République d'Irlande                                      |                                                                                          |                                                                                          |
| 5 avril 2024 21h10 | Katoto 6e | (1 - 0) |                                                           | Stade Saint-Symphorien, Metz Spectateurs : 16 772 Arbitrage : Maria Sole Ferrieri Caputi | Stade Saint-Symphorien, Metz Spectateurs : 16 772 Arbitrage : Maria Sole Ferrieri Caputi |
| 5 avril 2024 21h10 | Henry 79e | Rapport | 55e O'Sullivan · 66e Brosnan · 81e Mannion · 83e Campbell | Stade Saint-Symphorien, Metz Spectateurs : 16 772 Arbitrage : Maria Sole Ferrieri Caputi | Stade Saint-Symphorien, Metz Spectateurs : 16 772 Arbitrage : Maria Sole Ferrieri Caputi |

| 2e journée         | Suède | 0 - 1   | France                       |                                                                      |                                                                      |
| 9 avril 2024 19h00 |       | (0 - 0) | 80e Renard (Katoto )         | Gamla Ullevi, Göteborg Spectateurs : 11 278 Arbitrage : Ewa Augustyn | Gamla Ullevi, Göteborg Spectateurs : 11 278 Arbitrage : Ewa Augustyn |
| 9 avril 2024 19h00 |       | Rapport | 67e Bacha · 70e, 90+8e Becho | Gamla Ullevi, Göteborg Spectateurs : 11 278 Arbitrage : Ewa Augustyn | Gamla Ullevi, Göteborg Spectateurs : 11 278 Arbitrage : Ewa Augustyn |

| 3e journée                | Angleterre       | 1 - 2   | France                                       |                                                                                |                                                                                |
| 31 mai 2024 21h00 (20h00) | ( Hemp) Mead 30e | (1 - 1) | 41e De Almeida (Dali ) · 68e Katoto (Diani ) | St James' Park, Newcastle Spectateurs : 42 561 Arbitrage : Marta Huerta De Aza | St James' Park, Newcastle Spectateurs : 42 561 Arbitrage : Marta Huerta De Aza |
| 31 mai 2024 21h00 (20h00) | Carter 45+1e     | Rapport | 70e Lakrar                                   | St James' Park, Newcastle Spectateurs : 42 561 Arbitrage : Marta Huerta De Aza | St James' Park, Newcastle Spectateurs : 42 561 Arbitrage : Marta Huerta De Aza |

| 4e journée        | France               | 1 - 2   | Angleterre                                          |                                                                                         |                                                                                         |
| 4 juin 2024 21h00 | Diani 72e (pen.)     | (0 - 2) | 21e Stanway · 34e Russo (Hemp )                     | Stade Geoffroy-Guichard, Saint-Étienne Spectateurs : 10 194 Arbitrage : Ivana Martinčić | Stade Geoffroy-Guichard, Saint-Étienne Spectateurs : 10 194 Arbitrage : Ivana Martinčić |
| 4 juin 2024 21h00 | Dali 72e · Bacha 80e | Rapport | 71e Toone · 72e Bronze · 81e Williamson · 87e Kelly | Stade Geoffroy-Guichard, Saint-Étienne Spectateurs : 10 194 Arbitrage : Ivana Martinčić | Stade Geoffroy-Guichard, Saint-Étienne Spectateurs : 10 194 Arbitrage : Ivana Martinčić |

| 5e journée            | France                               | 2 - 1   | Suède       |                                                                              |                                                                              |
| 12 juillet 2024 21h10 | Karchaoui 32e · ( Renard) Katoto 74e | (1 - 0) | 49e Rybrink | Stade Gaston Gérard, Dijon Spectateurs : 12 317 Arbitrage : Jelena Cvetković | Stade Gaston Gérard, Dijon Spectateurs : 12 317 Arbitrage : Jelena Cvetković |
| 12 juillet 2024 21h10 | Diani 64e                            | Rapport |             | Stade Gaston Gérard, Dijon Spectateurs : 12 317 Arbitrage : Jelena Cvetković | Stade Gaston Gérard, Dijon Spectateurs : 12 317 Arbitrage : Jelena Cvetković |

| 6e journée                    | République d'Irlande                                             | 3 - 1   | France                    |                                                                             |                                                                             |
| 16 juillet 2024 19h00 (18h00) | ( Russell) O'Sullivan 67e · Russell 76e · ( Connolly) Patten 90e | (0 - 0) | 79e Becho (D. Cascarino ) | Páirc Uí Chaoimh, Cork Spectateurs : 18 399 Arbitrage : Olatz Rivera Olmedo | Páirc Uí Chaoimh, Cork Spectateurs : 18 399 Arbitrage : Olatz Rivera Olmedo |
| 16 juillet 2024 19h00 (18h00) | Brosnan 89e                                                      | Rapport |                           | Páirc Uí Chaoimh, Cork Spectateurs : 18 399 Arbitrage : Olatz Rivera Olmedo | Páirc Uí Chaoimh, Cork Spectateurs : 18 399 Arbitrage : Olatz Rivera Olmedo |

## Effectif
Une liste de 18 joueuses et 4 suppléantes a été donnée. Ainsi, Solène Durand, Ève Périsset, Léa Le Garrec et Vicki Becho ont été nommées suppléantes.

## Compétition

### Premier tour
Pour son premier tour, en tant que pays hôte, la France est placée dans le groupe A en compagnie de la Colombie, du Canada et de la Nouvelle-Zélande.
Avant le deuxième match de la compétition, l'association canadienne de soccer suspend pour la durée de la compétition la sélectionneuse Bev Priestman à la suite de l'espionnage d'une séance d'entraînement par drone avant la rencontre contre la Nouvelle-Zélande.

Le 27 juillet, à la suite de cette affaire, la FIFA retire 6 points à l'équipe canadienne.
| Rang | Équipe           | Pts | J | G | N | P | Bp | Bc | Diff |
| ---- | ---------------- | --- | - | - | - | - | -- | -- | ---- |
| 1    | France           | 6   | 3 | 2 | 0 | 1 | 6  | 5  | +1   |
| 2    | Canada           | 3-6 | 3 | 3 | 0 | 0 | 5  | 2  | +3   |
| 3    | Colombie         | 3   | 3 | 1 | 0 | 2 | 4  | 4  | 0    |
| 4    | Nouvelle-Zélande | 0   | 3 | 0 | 0 | 3 | 2  | 6  | -4   |

#### France - Colombie
| 25 juillet 2024 | France                                     | 3 - 2   | Colombie                   | Stade de Lyon, Décines-Charpieu                                               |                                                                               |
| 21h00 UTC+2     | Katoto 6e · Dali 18e · (Diani ) Katoto 42e | (3 - 0) | 54e (pen.) Usme · 64e Paví | Spectateurs : 29 208 Diffuseur : France 2 et Eurosport Arbitrage : Tori Penso | Spectateurs : 29 208 Diffuseur : France 2 et Eurosport Arbitrage : Tori Penso |
| 21h00 UTC+2     |                                            | Rapport | 85e Ramírez                | Spectateurs : 29 208 Diffuseur : France 2 et Eurosport Arbitrage : Tori Penso | Spectateurs : 29 208 Diffuseur : France 2 et Eurosport Arbitrage : Tori Penso |

| France | Colombie |

| Gardien de but | 16 | Pauline Peyraud-Magnin  |  |       |
|                | 2  | Maëlle Lakrar           |  |       |
|                | 3  | Wendie Renard           |  |       |
|                | 18 | Griedge Mbock           |  |       |
|                | 7  | Sakina Karchaoui        |  | 72e   |
|                | 14 | Sandie Toletti          |  |       |
|                | 15 | Kenza Dali              |  |       |
|                | 8  | Grace Geyoro            |  |       |
|                | 11 | Kadidiatou Diani        |  | 90+1e |
|                | 12 | Marie-Antoinette Katoto |  | 90+5e |
|                | 10 | Delphine Cascarino      |  | 72e   |
| Remplaçants:   |    |                         |  |       |
|                | 13 | Selma Bacha             |  | 72e   |
|                | 6  | Amandine Henry          |  | 90+1e |
|                | 9  | Eugénie Le Sommer       |  | 90+5e |
|                | 17 | Sandy Baltimore         |  | 72e   |
| Entraîneur:    |    |                         |  |       |
| Hervé Renard   |    |                         |  |       |

| Gardien de but   | 12 | Katherine Tapia  |     |     |
|                  | 17 | Carolina Arias   |     | 83e |
|                  | 16 | Jorelyn Carabalí |     |     |
|                  | 3  | Daniela Arias    |     |     |
|                  | 2  | Manuela Vanegas  |     |     |
|                  | 6  | Daniela Montoya  |     | 46e |
|                  | 8  | Marcela Restrepo |     |     |
|                  | 10 | Leicy Santos     |     |     |
|                  | 9  | Mayra Ramírez    | 86e |     |
|                  | 11 | Catalina Usme    |     |     |
|                  | 18 | Linda Caicedo    |     |     |
| Remplaçants:     |    |                  |     |     |
|                  | 5  | Yirleidis Minota |     | 83e |
|                  | 7  | Manuela Paví     |     | 46e |
| Entraîneur:      |    |                  |     |     |
| Ángelo Marsiglia |    |                  |     |     |

| Assistants: Brooke Mayo Kathryn Nesbitt Qautrième arbitre: Shamirah Nabadda Arbitre vidéo: Tatiana Guzmán Assistant arbitre vidéo: Daneon Parchment |

#### France - Canada
| 28 juillet 2024 | France             | 1 - 2   | Canada                      | Stade Geoffroy-Guichard, Saint-Étienne                                 |                                                                        |
| 21h00 UTC+2     | Katoto (Dali ) 42e | (1 - 0) | 58e Fleming · 90+12e Gilles | Spectateurs : 17 555 Diffuseur : France 3 Arbitrage : Bouchra Karboubi | Spectateurs : 17 555 Diffuseur : France 3 Arbitrage : Bouchra Karboubi |
| 21h00 UTC+2     | Toletti 76e        | Rapport | 45+2e Lawrence              | Spectateurs : 17 555 Diffuseur : France 3 Arbitrage : Bouchra Karboubi | Spectateurs : 17 555 Diffuseur : France 3 Arbitrage : Bouchra Karboubi |

| France | Canada |

| Gardien de but | 16 | Pauline Peyraud-Magnin  |     | 63e |
|                | 5  | Elisa De Almeida        |     |     |
|                | 18 | Griedge Mbock           |     |     |
|                | 3  | Wendie Renard           |     | 72e |
|                | 13 | Selma Bacha             |     |     |
|                | 14 | Sandie Toletti          | 76e |     |
|                | 15 | Kenza Dali              |     |     |
|                | 8  | Grace Geyoro            |     |     |
|                | 11 | Kadidiatou Diani        |     | 82e |
|                | 12 | Marie-Antoinette Katoto |     |     |
|                | 10 | Delphine Cascarino      |     | 63e |
| Substitutes:   |    |                         |     |     |
| Gardien de but | 1  | Constance Picaud        |     | 63e |
|                | 2  | Maëlle Lakrar           |     | 72e |
|                | 7  | Sakina Karchaoui        |     | 63e |
|                | 6  | Amandine Henry          |     | 82e |
| Entraîneur:    |    |                         |     |     |
| Hervé Renard   |    |                         |     |     |

| Gardien de but         | 1  | Kailen Sheridan   |       |     |
|                        | 10 | Ashley Lawrence   | 45+2e |     |
|                        | 12 | Jade Rose         |       |     |
|                        | 14 | Vanessa Gilles    |       |     |
|                        | 3  | Kadeisha Buchanan |       |     |
|                        | 2  | Gabrielle Carle   |       | 68e |
|                        | 5  | Quinn             |       | 67e |
|                        | 17 | Jessie Fleming    |       |     |
|                        | 13 | Simi Awujo        |       | 90e |
|                        | 15 | Nichelle Prince   |       | 46e |
|                        | 9  | Jordyn Huitema    |       |     |
| Substitutes:           |    |                   |       |     |
|                        | 7  | Julia Grosso      |       | 90e |
|                        | 4  | Evelyne Viens     |       | 67e |
|                        | 11 | Adriana Leon      |       | 46e |
|                        | 16 | Janine Beckie     |       | 68e |
| Entraîneur temporaire: |    |                   |       |     |
| Andy Spence            |    |                   |       |     |

| Assistants: Fatiha Jermoumi Diana Chikotesha Quatrième arbitre: Frida Klarlund Arbitre vidéo: Ivan Bebek Assistant arbitre vidéo: Daneon Parchment |

#### Nouvelle-Zélande - France
| 31 juillet 2024 | Nouvelle-Zélande   | 1 - 2   | France                                            | Stade de Lyon, Décines-Charpieu                                           |                                                                           |
| 21h00 UTC+2     | Taylor (Bott ) 42e | (1 - 1) | Katoto 22e (Baltimore ) · Katoto 49e (Karchaoui ) | Spectateurs : 21 946 Diffuseur : France 3 Arbitrage : Edina Alves Batista | Spectateurs : 21 946 Diffuseur : France 3 Arbitrage : Edina Alves Batista |
| 21h00 UTC+2     | Green 90+6e        | Rapport |                                                   | Spectateurs : 21 946 Diffuseur : France 3 Arbitrage : Edina Alves Batista | Spectateurs : 21 946 Diffuseur : France 3 Arbitrage : Edina Alves Batista |

| Nouvelle-Zélande | France |

| Gardien de but | 1  | Anna Leat          |       |     |
|                | 4  | CJ Bott            |       |     |
|                | 14 | Katie Bowen        |       |     |
|                | 13 | Rebekah Stott      |       | 54e |
|                | 7  | Michaela Foster    |       | 63e |
|                | 10 | Indiah-Paige Riley |       | 73e |
|                | 2  | Kate Taylor        |       |     |
|                | 20 | Annalie Longo      |       |     |
|                | 11 | Katie Kitching     |       | 54e |
|                | 16 | Jacqui Hand        |       | 74e |
|                | 18 | Grace Jale         |       |     |
| Remplaçants:   |    |                    |       |     |
|                | 3  | Mackenzie Barry    |       | 63e |
|                | 5  | Meikayla Moore     |       | 54e |
|                | 6  | Malia Steinmetz    |       | 74e |
|                | 15 | Ally Green         | 90+6e | 73e |
|                | 17 | Milly Clegg        |       | 54e |
| Entraîneur:    |    |                    |       |     |
| Michael Mayne  |    |                    |       |     |

| Gardien de but | 16 | Pauline Peyraud-Magnin  |  |     |
|                | 2  | Maëlle Lakrar           |  |     |
|                | 18 | Griedge Mbock           |  | 83e |
|                | 5  | Elisa De Almeida        |  |     |
|                | 7  | Sakina Karchaoui        |  |     |
|                | 6  | Amandine Henry          |  |     |
|                | 8  | Grace Geyoro            |  | 63e |
|                | 13 | Selma Bacha             |  | 74e |
|                | 10 | Delphine Cascarino      |  | 83e |
|                | 12 | Marie-Antoinette Katoto |  | 63e |
|                | 17 | Sandy Baltimore         |  |     |
| Substitutes:   |    |                         |  |     |
|                | 21 | Ève Périsset            |  | 83e |
|                | 14 | Sandie Toletti          |  | 74e |
|                | 15 | Kenza Dali              |  | 63e |
|                | 9  | Eugénie Le Sommer       |  | 83e |
|                | 11 | Kadidiatou Diani        |  | 63e |
| Entraîneur:    |    |                         |  |     |
| Hervé Renard   |    |                         |  |     |

| Assistants: Neuza Back Fabrini Bevilaqua Quatrième arbitre: Shamirah Nabadda Arbitre vidéo: Daiane Muniz Assistant arbitre vidéo: Leodán González |

### Phase à élimination directe

#### Quarts de finale: France - Brésil
Après avoir terminé première de leur groupe, l'équipe de France retrouve le Brésil qui a terminé parmi les meilleures troisièmes et qu'elles avaient battu 1 an avant en phase de groupe de la coupe du monde.

Au terme d'un match frustrant avec notamment un penalty manqué en début de rencontre, l'équipe de France se fait surprendre à la 82ème minute avec l'ouverture du score brésilienne. Le score ne bouge plus et la France est une nouvelle fois éliminée au stade des quarts de finale.
| 3 août 2024 | France     | 0 - 1   | Brésil                   | Stade de la Beaujoire, Nantes               |                                             |
| 21h00 UTC+2 |            | (0 - 0) | Portilho 82e (Adriana ), | Spectateurs : 32 280 Arbitrage : Tori Penso | Spectateurs : 32 280 Arbitrage : Tori Penso |
| 21h00 UTC+2 | Katoto 28e | rapport | Jhennifer 11e            | Spectateurs : 32 280 Arbitrage : Tori Penso | Spectateurs : 32 280 Arbitrage : Tori Penso |

| France | Brésil |

| Gardien de but | 1  | Constance Picaud        |        |       |
|                | 5  | Elisa De Almeida        |        | 90+5e |
|                | 18 | Griedge Mbock           |        |       |
|                | 3  | Wendie Renard           |        |       |
|                | 13 | Selma Bacha             |        |       |
|                | 14 | Sandie Toletti          |        | 85e   |
|                | 8  | Grace Geyoro            |        |       |
|                | 7  | Sakina Karchaoui        |        |       |
|                | 10 | Delphine Cascarino      | 90+10e |       |
|                | 12 | Marie-Antoinette Katoto | 28e    |       |
|                | 17 | Sandy Baltimore         |        | 69e   |
| Remplaçants:   |    |                         |        |       |
|                | 15 | Kenza Dali              |        | 90+5e |
|                | 9  | Eugénie Le Sommer       |        | 85e   |
|                | 11 | Kadidiatou Diani        | 90+4e  | 69e   |
| Entraîneur:    |    |                         |        |       |
| Hervé Renard   |    |                         |        |       |

| Gardien de but | 1  | Lorena         |       |     |
|                | 15 | Thaís          |       | 88e |
|                | 3  | Tarciane       |       |     |
|                | 4  | Rafaelle Souza |       | 54e |
|                | 13 | Yasmim         |       |     |
|                | 11 | Jheniffer      | 1e    | 87e |
|                | 5  | Duda Sampaio   |       | 63e |
|                | 17 | Ana Vitória    |       |     |
|                | 9  | Adriana        |       |     |
|                | 16 | Gabi Nunes     |       | 62e |
|                | 18 | Gabi Portilho  | 90+4e |     |
| Remplçants:    |    |                |       |     |
|                | 6  | Tamires        | 79e   | 54e |
|                | 21 | Lauren         |       | 88e |
|                | 20 | Angelina       | 90+9e | 62e |
|                | 7  | Kerolin        | 79e   | 62e |
|                | 14 | Ludmila        |       | 87e |
| Entraîneur:    |    |                |       |     |
| Arthur Elias   |    |                |       |     |

| Assistants: Brooke Mayo Kathryn Nesbitt Quatrième arbitre: Yoshimi Yamashita Cinquième arbitre: Makoto Bozono Arbitre vidéo: Rob Dieperink Assistant arbitre vidéo: Rodrigo Carvajal Khamis Al-Marri |